# One Voice (альбом Кюхёна)
One Voice (с англ. — «Один Голос») — первый японский Студийный альбом южнокорейского певца Кюхёна. Он был выпущен 8 февраля 2017 года, лейблом Avex Trax. Альбом достиг номера 1 в дневном чарте Oricon и занял первое место в недельном альбомном чарте Oricon менее чем за неделю. С этим альбомом Кюхюн стал первым сольным иностранным исполнителем мужского пола из группы, возглавившей чарты.

## Трек-лист
| №   | Название                                                   | Длительность |
| --- | ---------------------------------------------------------- | ------------ |
| 1.  | «僕のまじめなラブコメディー» (My Serious Love Comedy)      |              |
| 2.  | «Celebration～君に架ける橋～»                              |              |
| 3.  | «箒星» (Comet)                                             |              |
| 4.  | «Terminal»                                                 |              |
| 5.  | «Lost My Way»                                              |              |
| 6.  | «Love to Love»                                             |              |
| 7.  | «ブラブラ (Blah Blah)»                                     |              |
| 8.  | «Beautiful»                                                |              |
| 9.  | «光化門で» (At Gwanghwamun)                                |              |
| 10. | «めぐり逢う未来で» (In the Future We Meet Again by Chance) |              |